# 四ツ合村
四ツ合村（よつごうむら）は、かつて新潟県西蒲原郡にあった村。現在の新潟市西蒲区の一部。1955年3月31日に潟東村との合併によって消滅し、現在は新潟市西蒲区の一部となっている。
以下の記述は合併直前当時の旧四ツ合村に関しての記述であり、現在では名称等が異なる場合がある。なお、ここに記述されていない内容に関しては新潟市などの記事を参照。

## 沿革
- 1901年（明治34年）11月1日 - 西蒲原郡横戸村、井随村、島方村、五之上村が合併して、四ツ合村が発足。
- 1955年（昭和30年）3月31日 - 西蒲原郡大原村と合併し、潟東村を新設して消滅。